# Departamento de Federación
Departamento de Federación är en kommun i Argentina.   Den ligger i provinsen Entre Ríos, i den nordöstra delen av landet, 400 km norr om huvudstaden Buenos Aires.
Trakten runt Departamento de Federación består i huvudsak av gräsmarker. Runt Departamento de Federación är det glesbefolkat, med 20 invånare per kvadratkilometer.